# 蓝叶柳
蓝叶柳（学名：Salix capusii）为杨柳科柳属的植物。分布在阿富汗、巴基斯坦、中亚地区以及中国大陆的新疆等地，生长于海拔60米至2,800米的地区，多生于山区及河谷，目前尚未由人工引种栽培。